# حسینیه نصرت‌آباد
حسینیه نصرت آباد مربوط به دوره قاجار است و در شهرستان سیرجان، بخش مرکزی، دهستان محمودآباد سید، روستای نصرت آباد واقع شده و این اثر در تاریخ ۷ اسفند ۱۳۸۶ با شمارهٔ ثبت ۲۱۴۸۹ به‌عنوان یکی از آثار ملی ایران به ثبت رسیده است.